# تينيسي ريدج (تينيسي)
تينيسي ريدج (بالإنجليزية: Tennessee Ridge, Tennessee)‏ هي بلدة تقع في مقاطعة هيوستن (تينيسي) بولاية تينيسي في الولايات المتحدة. تأسست عام 1780، تبلغ مساحتها 9.61 (كم²)، وترتفع عن سطح البحر 226 م، بلغ عدد سكانها 1368 نسمة في عام 2010 حسب إحصاء مكتب تعداد الولايات المتحدة وتصل الكثافة السكانية فيها 139.2 نسمة/كم2.

## وصلات خارجية
- The US50 - Cities and Towns in Tennessee State
- Tennessee Cities and Towns, Facts, Map, Flag, Colleges, Government, and More